# Jesús Enríque Sánchez García

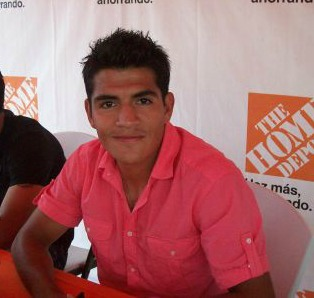
Jesús Enríque Sánchez García

Jesús Enríque Sánchez García (* 31. August 1989 in San Luis Río Colorado, Sonora) ist ein ehemaliger mexikanischer Fußballspieler, der sowohl im Mittelfeld als auch im Angriff einsetzbar war und während seiner ganzen Profilaufbahn beim CD Guadalajara unter Vertrag stand. 

## Leben
Er begann seine Fußballerlaufbahn bei den Héroes de Caborca, einer Mannschaft der vierten Liga. Anfang 2008 wechselte er zum CD Guadalajara, in dessen Filialteams der zweiten und dritten Liga er ebenso eingesetzt wurde wie in seiner Juniorenmannschaft. 
Sein Debüt in der ersten Mannschaft gab er am 7. August 2010 beim 1:0-Auswärtssieg von Guadalajara beim Club San Luis. Sein erstes Tor in der mexikanischen Primera División gelang Sánchez am 9. Oktober 2010 im Estadio La Corregidora in einem Spiel gegen den Querétaro FC, das 2:2 endete und in dem er in der 58. Minute den zwischenzeitlichen Ausgleich zum 1:1 erzielt hatte. 
Ende 2024 beendete er seine aktive Laufbahn.